# Blaž Vrhovec
Blaž Vrhovec (ur. 20 lutego 1992 w Lublanie) – słoweński piłkarz, występujący na pozycji defensywnego lub środkowego pomocnika, w NK Interblock, NK Celje, Anorthosisie Famagusta, Górniku Zabrze, od 2023 w NK Maribor. Młodzieżowy i seniorski reprezentant Słowenii.

## Kariera klubowa
W czerwcu 2016 roku Vrhovec podpisał trzyletni kontrakt z NK Maribor. 15 stycznia 2022 roku, po pięciu i pół roku spędzonych tamże, Vrhovec podpisał kontrakt z cypryjskim Anorthosisem Famagusta do 2024 roku. Umowa z klubem została jednak rozwiązana 31 sierpnia 2022.
W sezonie 2022/2023 występował w Ekstraklasie w Górniku Zabrze, w którym rozegrał 13 meczów. 9 czerwca 2023 powrócił do słoweńskiego NK Maribor.

## Kariera reprezentacyjna
23 marca 2016 roku zadebiutował w reprezentacji Słowenii przeciwko Macedonii.

## Sukcesy

### Klubowe
NK Maribor
- Mistrzostwo Słowenii: 2016/2017, 2018/2019